# 조유 (북해도왕)
북해도왕 조유(北海悼王 曹蕤, ? ~ 233년)는 조위의 황족이자 제후왕으로, 문제의 아들이다.

## 생애
황초 7년(226년), 명제가 즉위하였을 때 양평왕(陽平王)에 봉해졌다. 태화 6년(232년)에 북해로 전봉되었고, 이듬해에 죽었다. 시호를 도왕(悼王)이라 하였고, 봉국은 폐지되었다. 가문은 낭야원왕의 아들 조찬을 창향공(昌鄕公)에 봉하여 잇게 하였다.

## 출전
- 진수, 《삼국지》 권20 무문세왕공전

| 전임 (첫 봉건) | 조위의 양평왕 226년 5월 임진일 - 232년 | 후임 (봉국 폐지) |

| 전임 (첫 봉건) | 조위의 북해왕 232년 - 233년 5월 무인일 | 후임 (봉국 폐지) |

## 같이 보기
- 삼국지 인물 목록